# Пірникоза сірощока
Пірни́коза сірощо́ка, або норе́ць сірощо́кий (Podiceps grisegena) — вид водоплавних птахів родини Пірнико́зових. В Україні -  гніздовий, перелітний, зимуючий птах.

## Морфологічні ознаки
Пірни́козу сірощоку за розміром можна порівняти з качкою середнього розміру. Маса тіла становить 500—900 г, довжина тіла - 40—50 см, розмах крил - 77—85 см. У цих пірникі́з обох статей у шлюбному вбранні верх голови чорний, з ледь помітним чубом; щоки, покривні пера вух і горло сірі; шия і воло каштаново-руді; спина темно-бура; груди і черево білі; на крилі біле «дзеркальце» і біла смуга на покривних перах, які помітні лише в польоті; основа дзьоба жовта, кінцева частина чорна; ноги чорні. У позашлюбному вбранні верх сірувато-бурий; горло, низ щік, верх шиї з боків і низ тулуба білі. Молодий птах подібний до птахів у шлюбному вбранні, але на білуватих щоках темно-бурі смуги, шия рудувата, дзьоб темно-бурий.

## Поширення
Ареал цієї пірни́кози складається з декількох ділянок в Євразії та Північній Америці. Заселяє різні кліматичні зони від смуги тундри в Лапландії, Якутії, на Колимі, Чукотці та Алясці до пустель в Прикаспії, Приураллі та Аризоні.
В Україні гніздиться на всій території, крім гір; під час міграцій може траплятися скрізь; регулярно зимує біля чорноморського узбережжя, на водоймах в глибині суходолу — лише зрідка.

## Чисельність
Чисельність виду в Європі оцінено в 32—56 тис. гніздових пар, в Україні — 5—9 тис. пар. В Європі зареєстроване невелике скорочення чисельності.

## Місця існування

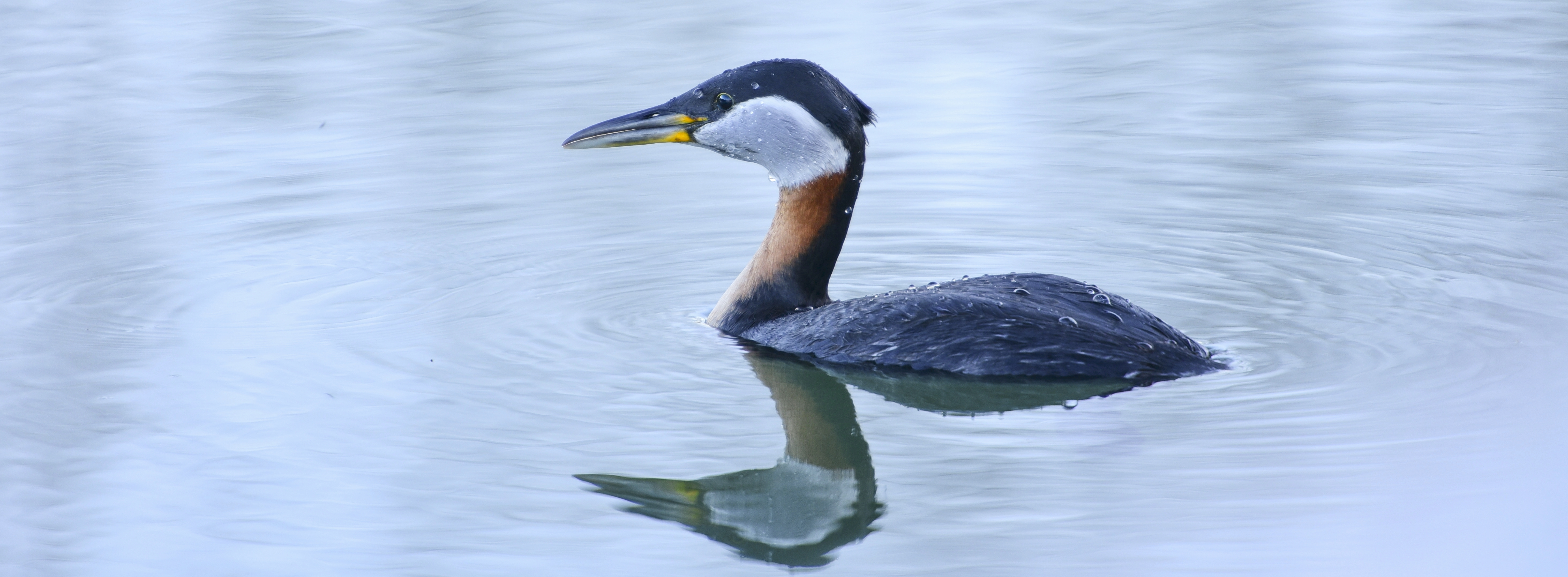
Видно, як глибоко у воді сидить птах

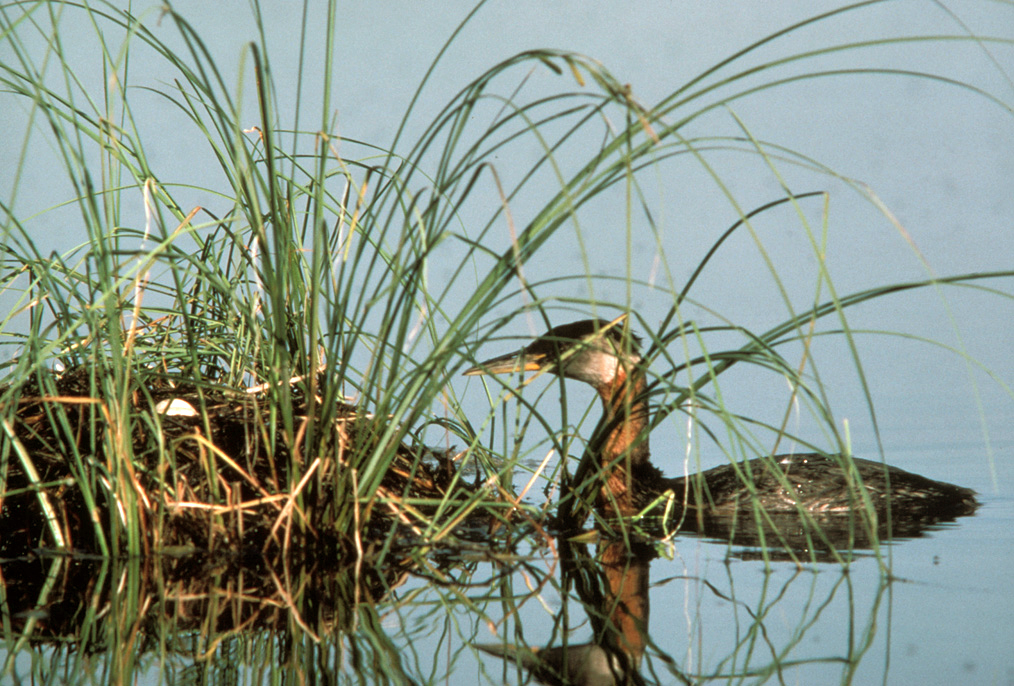
Біля гнізда

Заселяє зазвичай неглибокі, дуже зарослі очеретом або рогозом стоячі водойми, переважно озера і риборозплідні ставки. Частіше гніздиться окремими парами, проте відомі також і групові поселення. Для влаштування гнізда обирає більш розріджені ділянки заростей прибережної рослинності або її масиви, розділені внутрішніми плесами.

## Гніздування

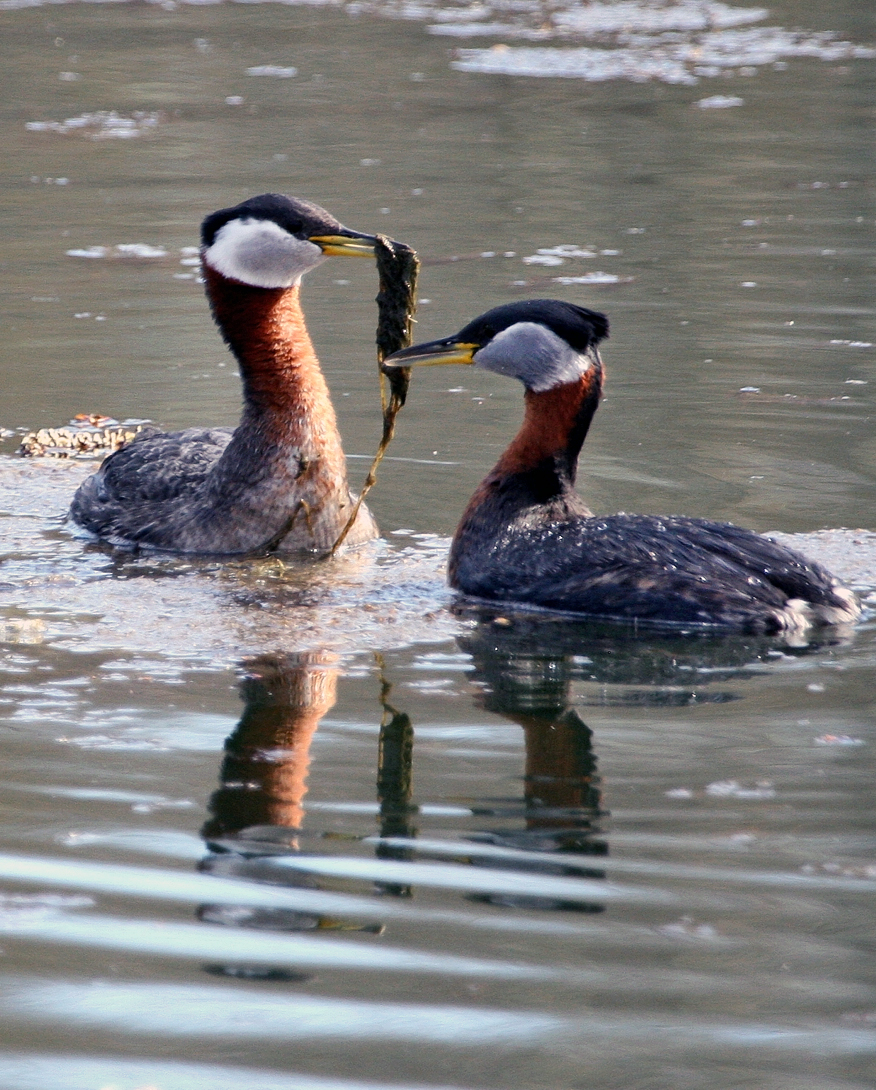
Елемент шлюбної поведінки

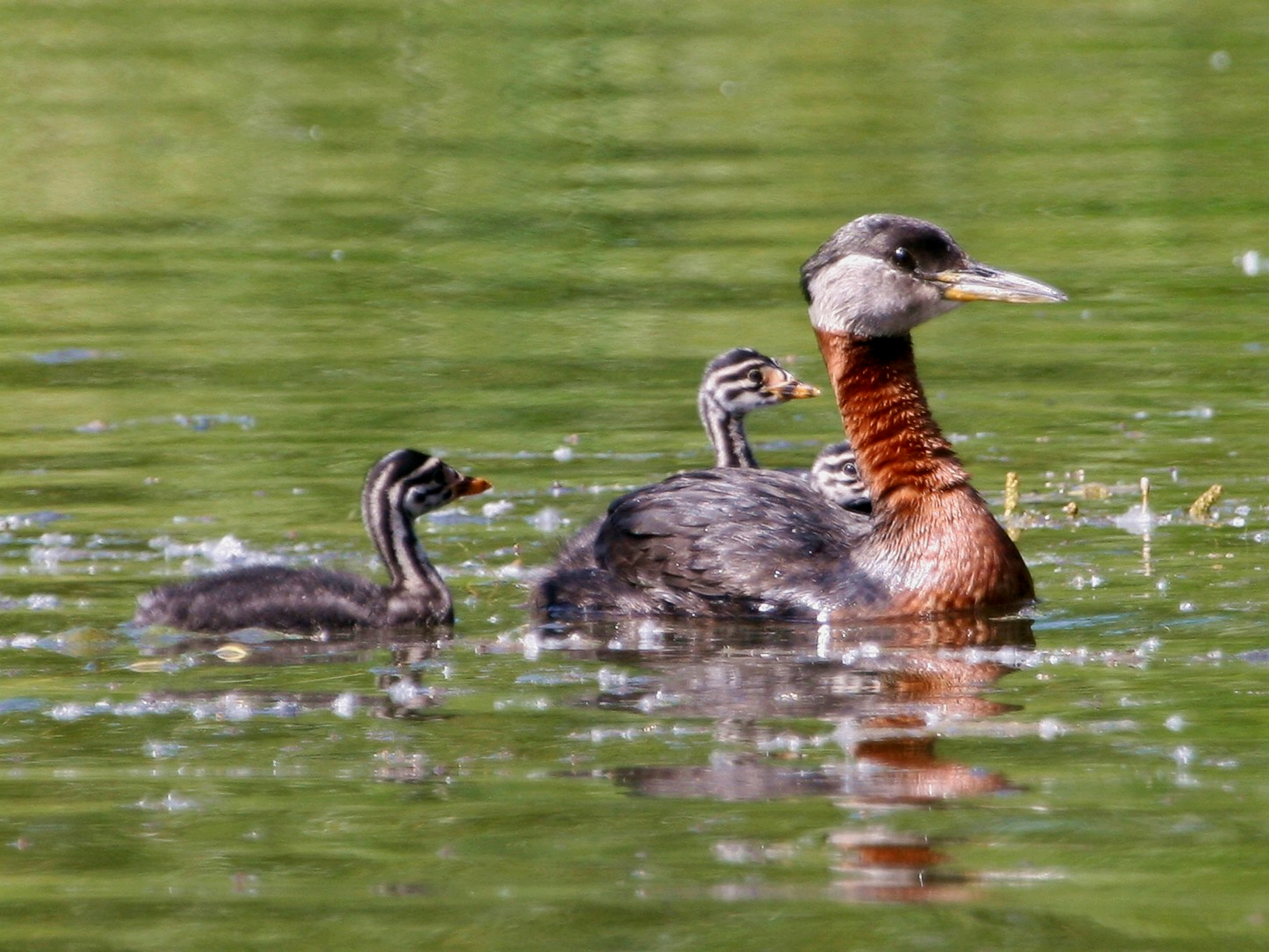
Дорослий птах з виводком

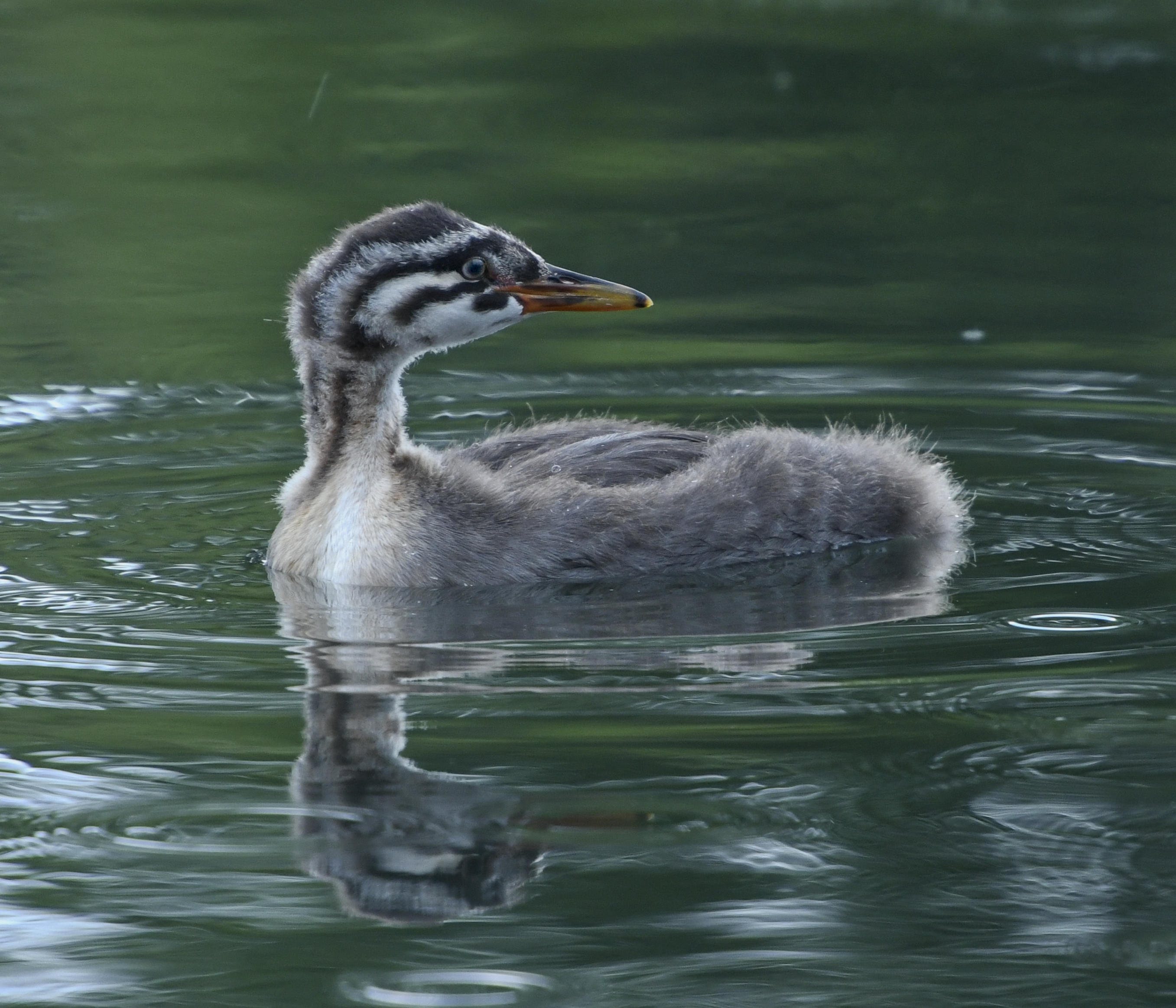
«Тигровий» рисунок на голові пташенят

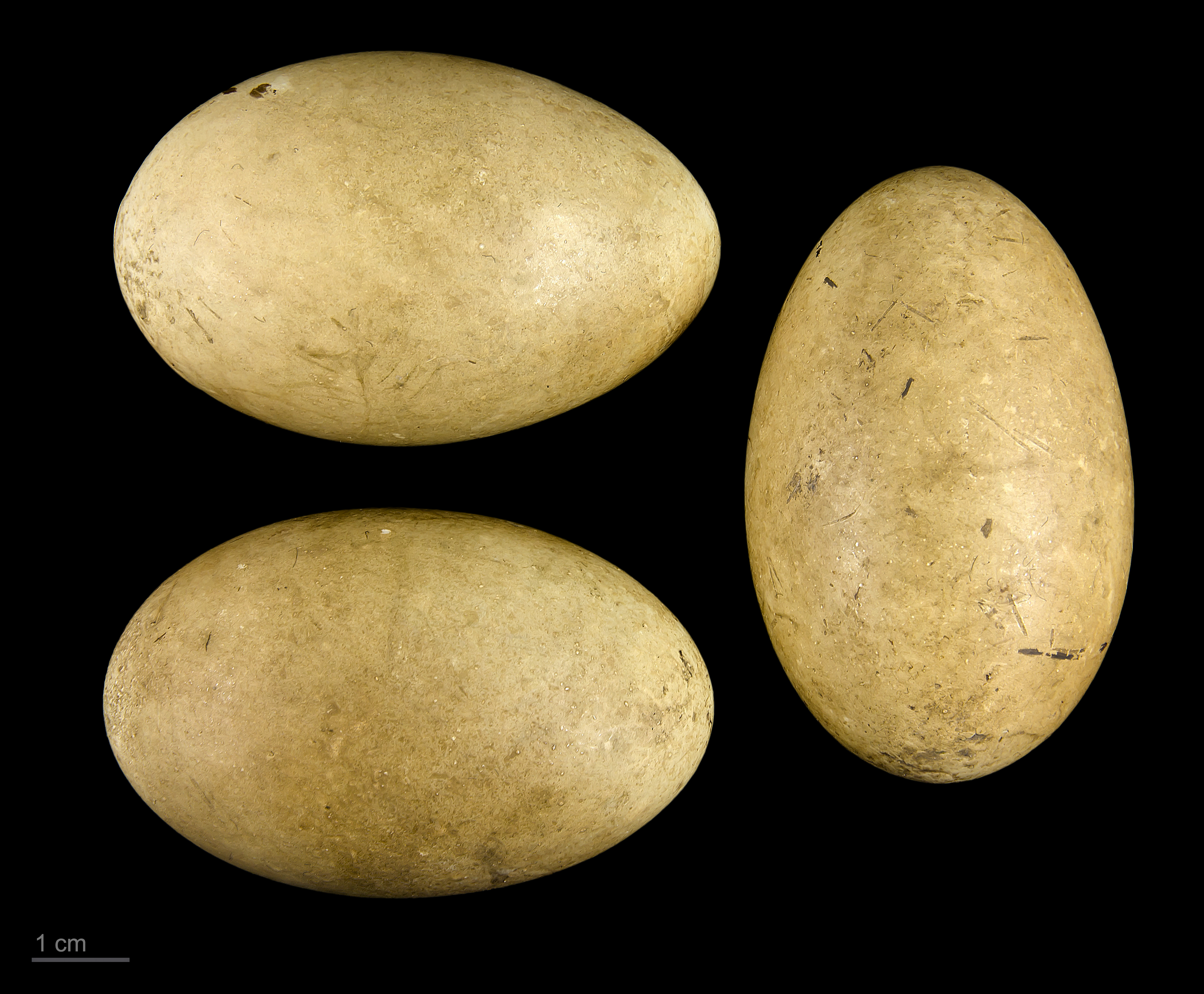
Яйця пірникози сірощокої — Тулузький музей

Гніздо влаштовує як у глибині, так і по краю заростей, а інколи серед розрідженої водяної рослинності. Основою для гнізда зазвичай слугують декілька стебел очерету, які птах закріплює між стеблами надводних рослин. На них укладає стебла та листя, кореневища, корені водяних рослин, водоростей. Збудоване гніздо майже на 9/10 занурене у воду і часто торкається дна водойми. На своїй гніздовій території пірнико́зи також влаштовують з того самого матеріалу, що й гніздо, кілька невеликих майданчиків для відпочинку та шлюбних ритуалів. Залишаючи гніздо, птах прикриває кладку гніздовим матеріалом або пучком зелених рослин, які бере поряд. Може гніздитися також на штучних дерев'яних платформах, закріплених на місці. Пари проявляють суперництво за гніздування на таких штучних основах.
Кладка складається з 3—5, рідше з 2 або 6 яєць. Шкаралупа спочатку матова, блакитно-біла, але від постійного контакту з вологим матеріалом гнізда до кінця насиджування набуває жовтувато-бурого забарвлення. Середній розмір яєць - 51,20 х 34,19 см.
До гніздування приступає в травні. Відкладання яєць відбувається у другій — третій декадах цього місяця. Насиджування триває протягом 22—23 діб. Пташенята виводкові. Протягом року один виводок.

## Живлення
Основу живлення в літній період складають безхребетні, у тому числі імаго і личинки водяних комах (жуки та напівтвердокрилі, личинки бабок, волохокрильців та комарів), бокоплави, молюски та павуки. На 10—15 % їжа складається з об'єктів рослинного походження. Взимку живиться майже виключно рибою.